# Prachtwickler
Der Prachtwickler (Olethreutes arcuella) ist ein Schmetterling (Nachtfalter) aus der Familie der Wickler (Tortricidae).

## Merkmale
Die Falter haben eine Flügelspannweite von 14 bis 18 Millimeter. Ihre Färbung ist nur wenig in der Ausdehnung und der Intensität der Zeichnung variabel. Männchen und Weibchen unterscheiden sich in ihrem Äußeren nicht. Die Vorderflügel haben eine orange-rötliche Grundfarbe und sind mit metallisch blaugrauen Strichen und gelben Flecken gemustert. Der Prachtwickler gehört zu den farbenprächtigsten, unter den Wicklern. Die Art ähnelt Olethreutes subtilana sehr, besitzt jedoch eher schmälere Flügel. Die Unterscheidung der Arten anhand äußerer Merkmale ist jedoch schwer.
Die Raupen sind dunkel violettgrau bis dunkelbraun gefärbt und haben einen gelblich-braunen Kopf und ein dunkles Nackenschild.

## Verbreitung
Die Art ist paläarktisch verbreitet, aus deren Osten sind die Funddaten jedoch ungenau. In Japan fehlt sie vermutlich. Die häufig anzutreffende Art besiedelt Wälder und deren Lichtungen oder Schneisen sowie Heiden mit Gehölzbewuchs.

## Lebensweise
Die tagaktiven Falter fliegen von Mai bis August. Man kann sie beim Sonnenbaden an Blättern beobachten. Die dunkelbraunen Raupen entwickeln sich meist am Boden von heruntergefallenen, welken und verrottenden Blättern. Man findet sie im Spätsommer an den verwelkten Blättern niedrig wachsender Pflanzen und in der Bodenstreu zwischen Laub.
Die Raupe verpuppt sich im Frühjahr.

## Belege